# Прапор Угроїдів
Пра́пор Угроїдів — офіційний символ селища Угроїди Сумської області. Затверджений 12 липня 2016 року рішенням сесії Угроїдської селищної ради.
Автор — А. Гречило. Проект був розроблений ще 1997 року.

## Опис прапора
Прапор Угроїдів: квадратне біле полотнище, з верхнього кута від древка до нижнього кута з вільного краю йде синя смуга (завширшки в ½ сторони прапора), на якій звивається жовтий вугор. 

## Зміст
Вугор відображає одну з версій про походження назви селища, яка пов’язує його саме з цією рибою. Синя смуга означає річку Рибницю, на берегах якої розташовані Угроїди. Срібне поле символізує виробництво цукру — галузь, у якій протягом понад століття було зайняте місцеве населення.